# Ставропол
Ста̀вропол (руски: Ста́врополь) е град в Югозападна Русия, административен център на Ставрополски край.

## География
Разположен е на хълмовете на Ставрополските възвишения. Надморската височина, на която се намират различните части на града, силно варира от 230 до 660 м над морското развнище. Улица на града се казва „45-и паралел“, защото отразява точно същия паралел.
В най-общи линии Ставропол е еднакво отдалечен от северния полюс и от екватора. Лежащ върху една от най-високите точки на Предкавказието, градът се оказва разделна точка на вододелните басейни на Азовско и Каспийско море, равно отдалечен от тях. Важното централно място придава геополитическо значение на Ставропол, което се олицетворява от израза: „Ставропол – вратата на Кавказ“.
Градската площ е 242,36 км2. Територията на града се простира в посока югозапад – североизток на 30,5 км и юг – север на 16,5 км. Границите на града са 165,3 км.

## Демография
- руснаци – 93,8%
- арменци – 4,6%
- украинци – 1,6%

Голям брой от жителите на Ставропол са неотдавна заселили се, бягащи от размирните погранични руски райони жители от съседните кавказки народи.

## История
Ставропол е основан през 1777 г. след Руско-турската война от 1768 – 1774 г. като военен лагер. Обявен е за град през 1785 г. Княз Григорий Потьомкин основава Ставропол като твърдина между Азов и Моздок по настояване на Екатерина Велика. Терекски казаци са заселени в района и около градовете Ставропол и Георгиевск със задачата да бранят границите на Руската империя.
Името Ставропол е руска интерпретация на измисленото гръцко име Ставруполис (исторически името на несвързан митрополитен център в Кария – римска провинция в днешна Мала Азия), означаващо „Градът на Кръста“. Според легендата войници откриват огромен каменен кръст при строителството на крепостта на бъдещия град.
Стратегическото разположение на Ставропол подпомага руската експанзия в Кавказ. В началото на 19 в. градът се издига като важно търговско средище на Северен Кавказ. През 1843 г. става епископия на Руската православна църква, а през 1847 г. – административен център на губерния със същото име.
През Гражданската война градът преминава от едни в други ръца няколко пъти, като Червената армия окончателно го превзема от доброволците на ген. Антон Деникин на 29 януари 1920 г. Градът е преименуван на Ворошиловск през 1935 г. в чест на Климент Ворошилов, като името му е възстановено през 1943 г. По време на Великата отечествена война Ставропол дава множество жертви. От 3 август 1942 до 21 януари 1943 е окупиран от Нацистка Германия.
От 1946 г. се добива природен газ близо до града, по-късно е построен и газопровод до Москва. Първият и последен президент на СССР Михаил Горбачов е роден в Ставрополския край и прекарва няколко години в Ставропол, работейки като партиен ръководител на този край.

## Модерен град
Ставропол има театър. Главните образователни учреждения в града са:
- Ставрополски държавен университет,
- Севернокавказки държавен политехнически университет,
- Аграрен университет,
- Ставрополска държавна медицинска академия.

Районът, в който е разположен Ставропол, е планински, като самият град е в средата на Кавказкия планински масив. Той има голям и красив градски парк.
Стопанството на Ставропол е фокусирано върху производството на автомобили, мебели, строително оборудване и материали. Транспортни връзки чрез въздушен, железопътен и автомобилен транспорт го свързват с други градове в Русия.

## Спорт
Ставрополските спортисти са международно известни в игрите на хандбал, плажен хандбал и футбол. ПФК „Динамо“ е професионален футболен клуб, играещ в Руската втора дивизия. Професионален футболен клуб „Ставропол“ е основан през 2005 г. и играе в Руската аматьорска дивизия. Градът има и също и баскетболен отбор „Динамо“, отбори по тае-куон-до, айкидо, джудо и карате.

## Известни личности
Родени в Ставропол
- Алексей Дреев (р. 1969), шахматист
- Александър Яшченко (1877 – 1934), юрист

Починали в Ставропол
- Димитри Кипиани (1814 – 1887), грузински политик
- Сейран Осипов (1961 – 2008), футболист